# Габбьядини, Маноло
Мано́ло Габбьяди́ни (итал. Manolo Gabbiadini, род. 26 ноября 1991 года) — итальянский футболист, нападающий клуба «Ан-Наср Дубай» и национальной сборной Италии

## Клубная карьера

### Ранняя карьера
Он дебютировал в Серии А за «Аталанту» 14 марта 2010 года в матче против «Пармы», когда он вышел на замену на 79-й минуте вместо Симоне Тирибокки.
9 июля 2010 года он перешёл в команду из Серии B, «Читтаделла», вместе с Даниеле Гаспаретто на правах совместного владения, сделка обошлась в € 500, это была часть контракта, по которому «Аталанта» подписала Маттео Ардемагни. Маноло забил 5 голов в 27 матчах в течение сезона Серии B.
В июне 2011 года он вернулся в свой клуб, «Аталанту», сумма сделки не разглашалась. Он забил свой первый гол в Серии А 25 марта 2012 года в домашнем матче против «Болоньи», его команда выиграла со счётом 2:0.
24 августа 2012 года «Ювентус» выкупил у «Аталанты» половину прав на Габбьядини за € 5,5 млн. Габбьядини несколько дней тренировался с «Болоньей», в которой впоследствии и провёл следующий сезон на правах аренды.
9 июля 2013 года «Ювентус» выкупил вторую половину прав на Маноло у бергамского клуба, и заключил договор о совладении с «Сампдорией», причём сделка была совершена таким образом, чтобы в следующем сезоне игрок защищал цвета генуэзского клуба.

### «Сампдория»
17 августа в своём первом официальном матче в футболке «Сампдории» Габбьядини сделал дубль, что позволило «Сампдории» в третьем раунде кубка Италии обыграть «Беневенто» со счётом 2:0. 1 сентября Габбьядини свой первый гол в лиге за новую команду в ворота «Болоньи», установив окончательный результат 2:2. Игрок провёл хороший сезон, забив 10 голов в чемпионате и кубке Италии в 35 матчах. 19 июня 2014 года «Сампдория» объявила, что продлила соглашение с «Ювентусом» относительно Габбьядини.
Следующий сезон игрок начал 24 августа 2014 года матчем против «Комо» в рамках третьего раунда кубка Италии, Габбьядини отметился голом, а матч закончился со счётом 4:1 в пользу «Сампдории». 28 сентября его гол со штрафного решил судьбу Фонарного дерби против «Дженоа», «Сампдория» выиграла с минимальным счётом.

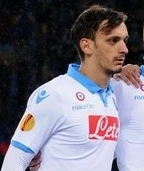
Габбьядини в составе «Наполи» (31 мая 2015)

### «Наполи»
В зимнее трансферное окно Габбьядини присоединился к «Наполи» за 13 млн евро. Сумма была поделена между «Сампдорией» и «Ювентусом». 11 января 2015 года Габбьядини дебютировал за «Наполи» в домашнем матче против «Ювентуса», заменив Хосе Кальехона, игра закончилась поражением со счётом 3:1. 1 февраля он забил свой первый гол за клуб в матче против «Кьево» с передачи Ивана Стринича, «Наполи» выиграл со счётом 2:1. 19 марта 2016 года он оформил хет-трик в первом тайме матча против «Болоньи», соперник был разгромлен со счётом 6:0.

### «Саутгемптон»
31 января 2017 года Габбьядини подписал контракт с «Саутгемптоном» на 4,5 года. Стоимость трансфера составила, как сообщается, в районе £ 14—15 млн в зависимости от источника, официально клуб не раскрывал стоимость контракта. 4 февраля 2017 года Габбьядини забил гол в дебютном матче против «Вест Хэм Юнайтед», однако его команда проиграла со счётом 3:1.
Он провёл свою вторую игру за «Саутгемптон» 11 февраля и оформил дубль в первом тайме матча с «Сандерлендом», соперник был разгромлен со счётом 4:0. 26 февраля в своём следующем матче — финале Кубка Лиги 2017 года — он забил ещё два мяча (и мог сделать хет-трик, но один гол ошибочно не засчитали из-за офсайда), но его команда потерпела поражение со счётом 3:2 от «Манчестер Юнайтед». Забив в следующем матче 4 марта против «Уотфорда» (победа 4:3), Габбьядини стал первым игроком «святых», который забил в каждом из своих первых четырёх матчей за клуб. Благодаря своим выступлениям за «Саутгемптон» в феврале он был награждён премией игрок месяца английской Премьер-лиги.

### Возвращение в «Сампдорию»
В январе 2019 года Габбьядини перешел в «Сампдорию», сумма трансфера составила € 12 млн. 20 января он сыграл свой первый матч после возвращения с «Фиорентиной» (3:3), заменив Якуба Янкто. 26 января в следующем туре он сменил Грегуара Дефреля на 74-й минуте, установив окончательный счёт 4:0 в пользу «моряков» в игре против «Удинезе». 14 декабря 2019 года один из его голов решил исход Фонарного дерби, окончательный результат — 1:0 в пользу «Сампдории». Он также забил в ответном матче дерби, перенесённом на 22 июля из-за пандемии COVID-19, но в данном случае этого оказалось недостаточно, чтобы предотвратить поражение «Сампдории». 10 декабря 2021 года он забил ещё один гол в дерби, чем помог своей команде победить со счётом 1:3. 6 февраля 2022 года в матче против «Сассуоло» он получил травму передней крестообразной связки левого колена и на следующей неделе перенёс операцию в Болонье, преждевременно завершив сезон. За время второго этапа карьеры в футболке «Сампдории» Габбьядини сыграл 119 матчей и забил 31 гол в лиге (всего 176 матчей и 52 гола), кульминацией чего стал вылет команды в Серию B.

### «Ан-Наср»
29 июля 2023 года Габбьядини подписал контракт с «Ан-Насром» из ОАЭ.

## Карьера в сборной
17 ноября 2010 года он дебютировал за молодёжную сборную Италии в товарищеском матче против Турции. 29 марта 2011 года он забил свой первый гол за молодёжную команду в товарищеском матче против Германии. 6 октября 2011 года он сделал хет-трик в гостевом матче против Лихтенштейна, его команда выиграла со счётом 7:2.
15 августа 2012 года он дебютировал за сборную Италии, выйдя на поле во второй половине товарищеский матч против Англии, состоявшегося в Берне.
Он сыграл на чемпионате Европы до 21 года в 2013 году. 8 июня 2013 года сделал дубль в матче против Израиля, Италия выиграла со счётом 4:0, сборная Италии дошла до финала, где уступила Испании со счётом 4:2.
С 10 по 12 марта 2014 года Габбьядини проходил сборы с основной национальной командой, организованные для просмотра молодых игроков в преддверии ЧМ-2014. 14 ноября тренер национальной сборной Антонио Конте вызвал его на товарищеский матч против Албании 18 ноября, Габбьядини вышел на 77-й минуте вместо Алессио Черчи.
17 ноября 2015 года Габбьядини забил свой первый гол за сборную. Выйдя на замену в домашнем товарищеском матче против Румынии, он поразил ворота соперника на 66-й минуте.

## Стиль игры
Габбьядини — нападающий с хорошим телосложением и большой скоростью, который может играть на разных позициях. Прозвище «лоза» он получил благодаря хорошему чувству позиции, владеет точным ударом левой, которой он забил большую часть своих голов.

## Клубная статистика
| Выступление         | Выступление      | Выступление      | Чемпионат | Чемпионат | Кубки | Кубки | Еврокубки | Еврокубки | Прочие | Прочие | Итого | Итого |
| Клуб                | Лига             | Сезон            | Игры      | Голы      | Игры  | Голы  | Игры      | Голы      | Игры   | Голы   | Игры  | Голы  |
| ------------------- | ---------------- | ---------------- | --------- | --------- | ----- | ----- | --------- | --------- | ------ | ------ | ----- | ----- |
| Аталанта            | Серия A          | 2008/2009        | 0         | 0         | 0     | 0     | 0         | 0         | 14     | 1      | 14    | 1     |
| Аталанта            | Серия A          | 2009/2010        | 2         | 0         | 0     | 0     | 0         | 0         | 23     | 6      | 25    | 6     |
| Аталанта            | Серия A          | 2011/2012        | 23        | 1         | 1     | 1     | 0         | 0         | 0      | 0      | 24    | 2     |
| Аталанта            | Итого            | Итого            | 25        | 1         | 1     | 1     | 0         | 0         | 37     | 7      | 63    | 9     |
| Читтаделла (аренда) | Серия B          | 2010/2011        | 27        | 5         | 2     | 0     | 0         | 0         | 0      | 0      | 29    | 5     |
| Читтаделла (аренда) | Итого            | Итого            | 27        | 5         | 2     | 0     | 0         | 0         | 0      | 0      | 29    | 5     |
| Болонья (аренда)    | Серия A          | 2012/2013        | 30        | 6         | 1     | 1     | 0         | 0         | 0      | 0      | 31    | 7     |
| Болонья (аренда)    | Итого            | Итого            | 30        | 6         | 1     | 1     | 0         | 0         | 0      | 0      | 31    | 7     |
| Сампдория           | Серия A          | 2013/2014        | 34        | 8         | 1     | 2     | 0         | 0         | 0      | 0      | 35    | 10    |
| Сампдория           | Серия A          | 2014/2015        | 13        | 7         | 2     | 2     | 0         | 0         | 0      | 0      | 15    | 9     |
| Сампдория           | Итого            | Итого            | 47        | 15        | 3     | 4     | 0         | 0         | 0      | 0      | 50    | 19    |
| Наполи              | Серия A          | 2014/2015        | 20        | 8         | 4     | 1     | 6         | 2         | 0      | 0      | 30    | 11    |
| Наполи              | Серия A          | 2015/2016        | 23        | 5         | 1     | 0     | 6         | 4         | 0      | 0      | 30    | 9     |
| Наполи              | Серия A          | 2016/2017        | 13        | 3         | 1     | 1     | 5         | 1         | 0      | 0      | 19    | 5     |
| Наполи              | Итого            | Итого            | 56        | 16        | 6     | 2     | 17        | 7         | 0      | 0      | 79    | 25    |
| Саутгемптон         | Премьер-лига     | 2016/2017        | 11        | 4         | 1     | 2     | 0         | 0         | 0      | 0      | 12    | 6     |
| Саутгемптон         | Премьер-лига     | 2017/2018        | 28        | 5         | 5     | 0     | 0         | 0         | 0      | 0      | 33    | 5     |
| Саутгемптон         | Премьер-лига     | 2018/2019        | 12        | 1         | 3     | 0     | 0         | 0         | 0      | 0      | 15    | 1     |
| Саутгемптон         | Итого            | Итого            | 51        | 10        | 9     | 2     | 0         | 0         | 0      | 0      | 60    | 12    |
| Всего за карьеру    | Всего за карьеру | Всего за карьеру | 236       | 53        | 22    | 10    | 17        | 7         | 37     | 7      | 312   | 77    |

по состоянию на 8 декабря 2018

### Выступления за сборную
| Матчи Габбьядини за сборную Италии | Матчи Габбьядини за сборную Италии | Матчи Габбьядини за сборную Италии | Матчи Габбьядини за сборную Италии | Матчи Габбьядини за сборную Италии | Матчи Габбьядини за сборную Италии | Матчи Габбьядини за сборную Италии |
| №                                  | Дата                               | Оппонент                           | Счёт                               | Голы                               | Соревнование                       |                                    |
| ---------------------------------- | ---------------------------------- | ---------------------------------- | ---------------------------------- | ---------------------------------- | ---------------------------------- | ---------------------------------- |
| 1                                  | 15 августа 2012                    | Англия                             | 1:2                                | —                                  | Товарищеский матч                  |                                    |
| 2                                  | 18 ноября 2014                     | Албания                            | 1:0                                | —                                  | Товарищеский матч                  |                                    |
| 3                                  | 28 марта 2015                      | Болгария                           | 2:2                                | —                                  | Отборочные матчи ЧЕ-2016           |                                    |
| 4                                  | 16 июня 2015                       | Португалия                         | 0:1                                | —                                  | Товарищеский матч                  |                                    |
| 5                                  | 3 сентября 2015                    | Мальта                             | 1:0                                | —                                  | Отборочные матчи ЧЕ-2016           |                                    |
| 6                                  | 17 ноября 2015                     | Румыния                            | 2:2                                | 1                                  | Товарищеский матч                  |                                    |
| 7                                  | 7 июня 2017                        | Уругвай                            | 3:0                                | —                                  | Товарищеский матч                  |                                    |

Итого: 7 игр / 1 гол; 3 победы, 2 ничьи, 2 поражения.

## Личная жизнь
Сестра Маноло, Мелания Габбьядини, также профессионально занималась футболом. Она забила более ста голов за «Бордолино Верона» и играла в женской сборной Италии.
17 июня 2017 года Габбьядини женился на своей девушке Мартине Рубини, венчание состоялось в Сассо-Маркони, Болонья.
12 марта 2020 года у Габбьядини был выявлен коронавирус.